# Gatto mammone

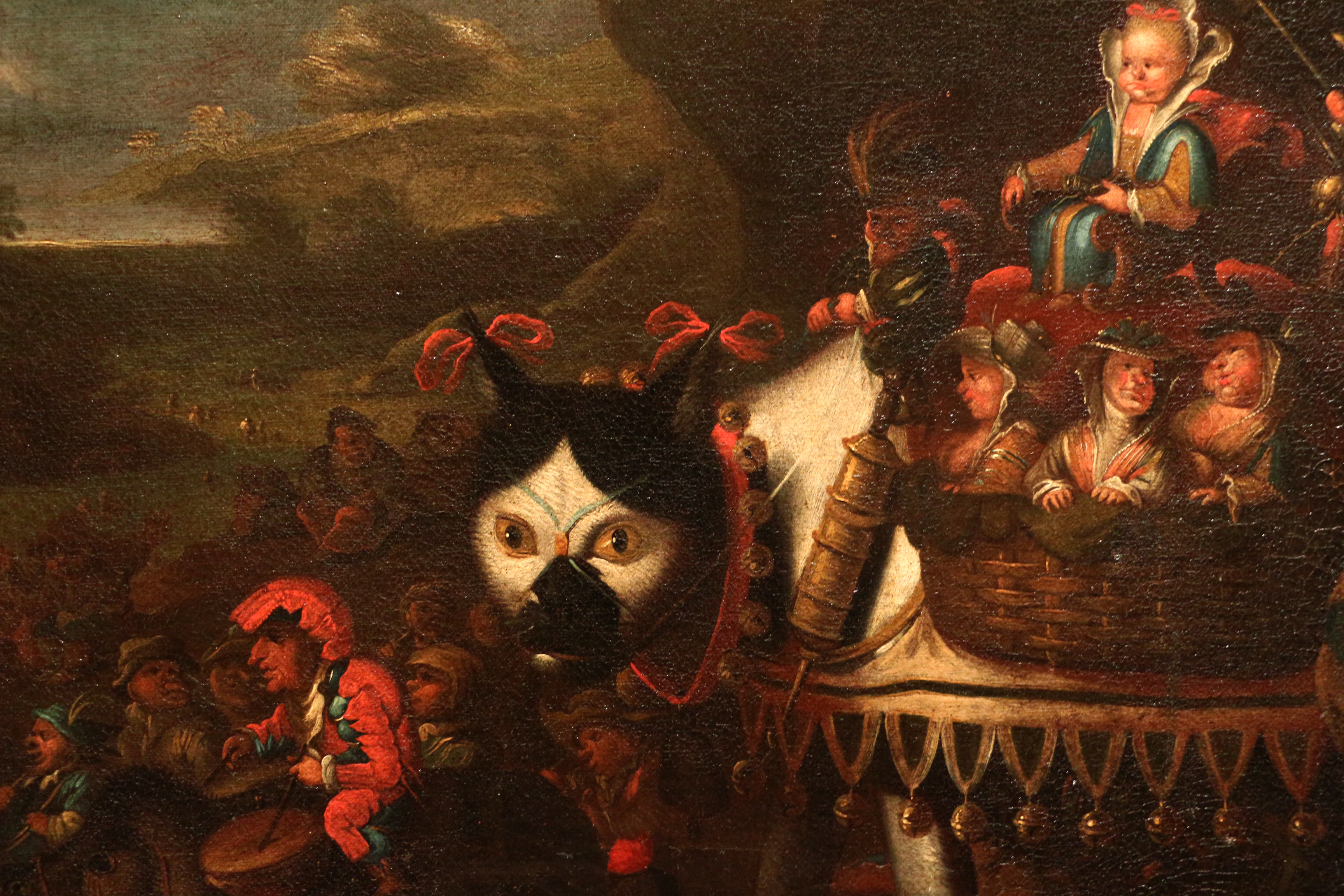
Il Gatto Mammone (di Faustino Bocchi, 1690-95 circa)

Il gatto mammone o gattomammone (talvolta detto al femminile gatta mammona) è il nome dato a una specie di scimmia non ben identificata, forse una sorta di babbuino. L'animale compare in testi antichi.
Nel mondo delle fiabe il gatto mammone è invece un mostro immaginario della tradizione popolare, con forma di un enorme gatto dall'aspetto terrificante. Il suo nome deriva dall'incontro del termine gatto (animale nel Medioevo associato al diavolo) con un'altra parola come in arabo مَيْمُون‎?, maymūn, "scimmia" oppure Mammona, appellativo biblico di origine siriaca attribuito al demonio. Tale gatto sarebbe stato dedito a spaventare le mandrie al pascolo e avrebbe avuto movenze ed espressioni demoniache. Il suo verso sarebbe una via di mezzo tra un ruggito e un miagolio. Il mostro sarebbe tanto furtivo da assalire le vittime ignare e sbranarle senza lasciare neppure le ossa.
In altre narrazioni, invece, ha funzione protettiva ed è uno spirito positivo, immune agli effetti nefasti degli incantesimi di altri spiriti (vedi strego). In alcuni casi, ha una emme bianca sul muso nero, talvolta è tutto nero e si nasconde negli angoli bui.

## Origini, forme e interpretazioni
A Sarule, in provincia di Nuoro, su Maimòne è un fantoccio fatto con stracci e pelli di gatto e con una testa dai tratti del gatto, personificazione del Carnevale, ma esiste anche una personificazione del Martedì grasso: Martiperra (contrazione dei termini sardi martis, ovvero martedì, e perra, derivante dallo spagnolo emperrarse adirarsi, irritarsi), concepita come un gatto malevolo che assume proporzioni gigantesche per punire chi osa lavorare in quel giorno.
Nel napoletano, in particolare nei comuni del litorale vesuviano, rappresenta l'incarnazione del demonio. 'o Mammone è il pupazzo con le sembianze di un felide e di un primate, capace di compiere opere incredibili e mirabili per conto dei fattucchieri.

## Letteratura
Il gatto mammone appare di frequente nelle fiabe di tradizione italiana, per esempio nel Pentamerone di Giambattista Basile o nella Novellaja Fiorentina di Vittorio Imbriani, e spesso lo si menziona per spaventare i bambini (in questo simile al babau).
Compare spesso anche nelle letteratura italiana sin dalle sue origini, per esempio ne Lo specchio della vera penitenza di Iacopo Passavanti («animale a modo d'un satiro, o d'un gatto mammone»), nel Bisbio a magnificentia di messer Cane de la Scala di Immanuel Romano («Qui sono leoni, e gatti mammoni»), nel Milione di Marco Polo, a volte anche con il significato di leopardo. Un gatto mammone, che si accompagna ai cavalieri di Re Artù e narra in prima persona la propria vicenda, è anche il protagonista del Detto del gatto lupesco, di un anonimo toscano del Duecento.
Anche nella letteratura tedesca, nel Faust di Goethe, viene descritta la famiglia di una Gatta Mammona che vive in una fucina di filtri magici, dove viene incaricata da Mefistofele di preparare una pozione alchemica in grado di ridare la gioventù al protagonista. Il termine usato da Goethe, Meerkatze, traducibile letteralmente come «gatto di mare», indicherebbe in realtà una sorta di gatto-scimmione con una lunga coda, ma nel poema è il famiglio fatato di una strega.
Il gatto mammone ricompare a volte anche nella narrativa moderna quale animale fantastico, per esempio ne La famosa invasione degli orsi in Sicilia di Buzzati. Dello stesso autore troviamo Il gatto mammone, uno dei racconti contenuti nell'opera Per grazia ricevuta (I miracoli di Val Morel), pubblicata nel 1971.
Sono stati ripresi alcuni caratteri del gatto mammone in Le avventure di Alice nel Paese delle Meraviglie per il Gatto del Cheshire (Stregatto nella versione italiana del cartone della Disney).
Nel romanzo L'Inferno di Malinverno ovvero Diabolici e inutili tentativi di liberarsi di un gatto nero di Stefano Amadei il gatto mammone è coprotagonista del libro ambientato all'Inferno di Dante. Dello stesso autore troviamo il racconto intitolato Il gatto mammone. La storia, che riprende una novella della tradizione orale della Toscana e della Lombardia, è contenuta nella raccolta di fiabe per bambini Racconti Svolazzanti, pubblicata nel 2014.

## Nell'arte e nella cultura di massa

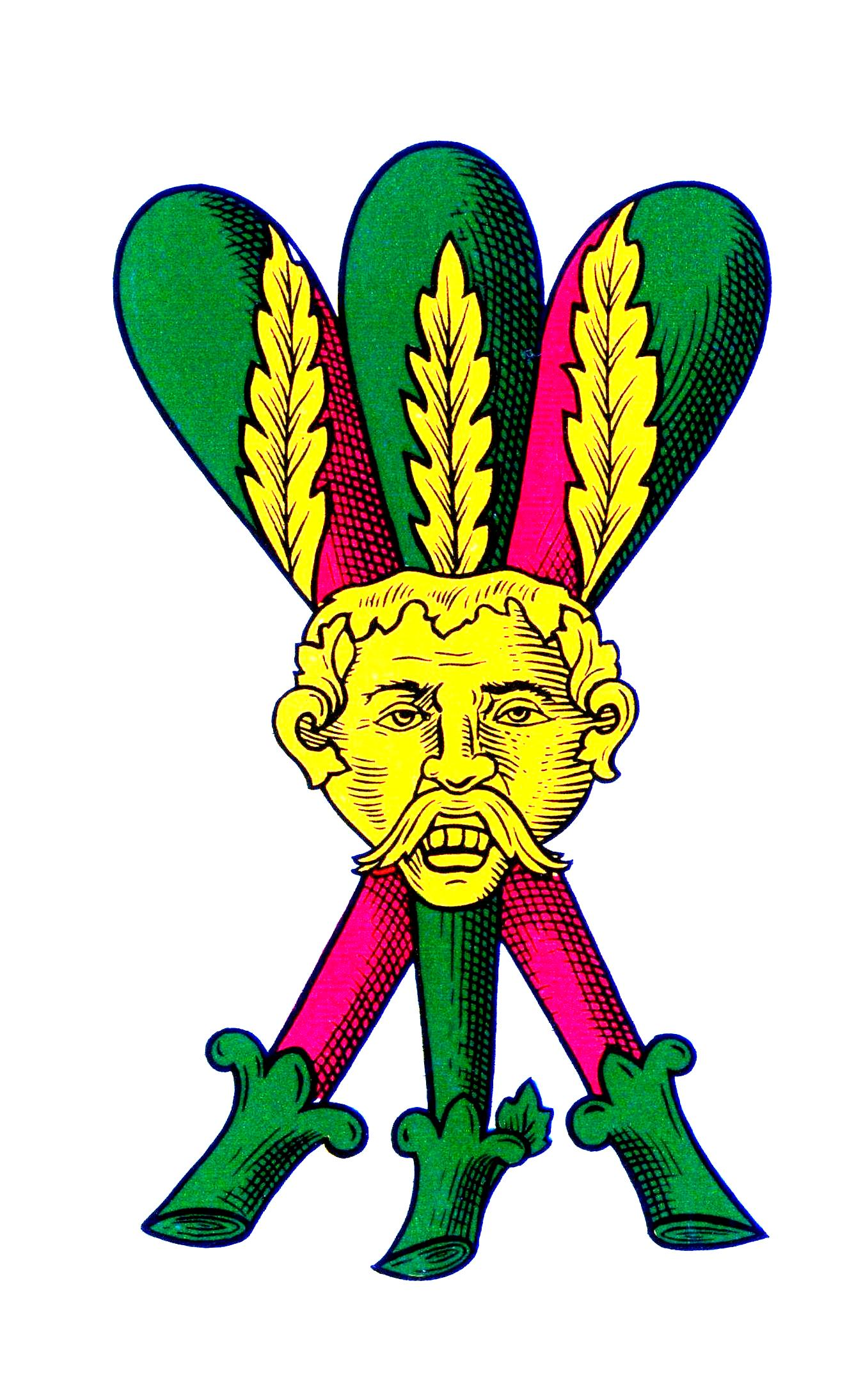
Tre di bastoni

- Il gatto mammone è un film del 1975, diretto da Nando Cicero, con Rossana Podestà, Gloria Guida, Lando Buzzanca, Umberto Spadaro.
- In una scena del famosissimo film Un americano a Roma, all'uscita dal cinema, Alberto Sordi viene sorpreso da una guardia notturna a sparare con il dito a un innocuo micetto intento a consumare il suo pasto su un foglio di giornale, dopo la celebre battuta: «Gatto mammone, fai finta de legge er giornale! Canta i salmi!».
- Un brano di Antonio Infantino si intitola La gatta mammona.
- Nelle carte da gioco napoletane il tre di bastoni mostra una maschera centrale chiamata «il gatto mammone».
- Il personaggio di Maga Magò nel cartone animato La spada nella roccia mentre canta afferma di essere «un gatto mammone».
- Nei libri di Geronimo Stilton Geronimo alcune volte nomina il gatto mammone.